# Луцій Публілій Філон Вульск
Лу́́цій Пу́блілій Філо́н Вульск (лат. Lucius Publilius Philo Vulscus; V—IV століття до н. е.) — політичний та військовий діяч Римської республіки, військовий трибун з консульською владою 400 року до н. е.

## Біографія
Походив з плебейського роду Публіліїв. Про батьків, дитячі роки його відомостей не збереглося.
Луція Публілія було обрано військовим трибуном з консульською владою на 400 рік до н. е. разом з Публієм Ліцинієм Кальвом Есквіліном, Публієм Манлієм Вульсоном, Публієм Мелієм Капітоліном, Спурієм Фурієм Медулліном і Луцієм Тітінієм Пансою Сакком в ході запеклої боротьби за доступ плебеїв в цю колегію. Він став одним з трьох плебеїв, які були трибунами цієї каденції. Того року римська армія відбила Анксур у вольськів. Про безпосередню участь у трибунаті Луція Публілія в джерелах згадок немає.
З того часу про подальшу долю Луція Публілія Філона Вульска відомостей не знайдено.